# Andrena aquila
Andrena aquila là một loài Hymenoptera trong họ Andrenidae. Loài này được LaBerge mô tả khoa học năm 1971.